# RKC Waalwijk
Rooms Katholieke Combinatie Waalwijk lub w skrócie RKC Waalwijk (wym. [ˈɛr ˈkaː ˈseː ˈʋaːl.ʋɛi̯k]) – holenderski klub piłkarski z siedzibą w mieście Waalwijk, założony 26 sierpnia 1940. Od 1996 roku rozgrywa swoje mecze na nowym stadionie, poprzedni nazywał się Olympiaweg. RKC to jeden z najmniejszych klubów Eredivisie, nigdy nie odnosił ważnych sukcesów.

## Historia
Klub powstał w 1940 roku pod nazwą: Rooms Katholieke Combinatie (RKC) z połączenia klubów HEC, WVB i Hercules. Kiedy w 1954 roku wprowadzono zawodową piłkę nożną RKC pozostał klubem amatorskim. Klub stopniowo zbierał doświadczenie i w sezonie 1984/1985 dołączył do zawodowej piłki. Tym samym drużyna znalazła się w Eerste Divisie, gdzie od razu dostała się do gier play-off. Tam musiała uznać wyższość NEC Nijmegen, De Graafschap i ADO Den Haag, zajmując piąte miejsce w tabeli. W dwóch kolejnych sezonach RKC zajął trzecie i czwarte miejsce.  Pierwszy historyczny sukces ekipy z Waalwijk miał miejsce w sezonie 1987/1988. Wówczas zawodnicy RKC zdeklasowali rywali, wygrywając rozgrywki Eerste Divisie z przewagą 14 punktów nad drugim BV Veendam. Premierowy sezon 1988/1989 w holenderskiej ekstraklasie pod wodzą Leo van Veena żółto-niebiescy zakończyli na 11. miejscu i zachowali ligowy byt, co było głównym zadaniem beniaminka. Wówczas też klub zdecydował się na grę w Pucharze Intertoto. Żółto-niebiescy wówczas trafili do grupy z FC Kaiserslautern, First Vienna FC 1894 oraz FC Carl Zeiss Jena, kończąc rozgrywki na trzecim miejscu w grupie. Dużo lepiej piłkarze RKC spisali się w kolejnym sezonie 1989/1990, zajmując ósmą lokatę. Strata do piątej w tabeli Rody JC Kerkrade, która zapewniła sobie awans do Puchar UEFA, wyniosła zaledwie cztery punkty. W sezonie 1990/1991 ekipa z Waalwijk poprawiła osiągnięcie z ubiegłego sezonu i ostatecznie uplasowała się na siódmym miejscu. W 1992 roku podopieczni trenera Leo van Veena ponownie wzięli udział w Pucharze Intertoto, ale tym razem nie udało im się wygrać grupy notując dużo gorszy występ niż za pierwszym razem i zajmując ostatecznie ostatnie miejsce w grupie.  Pierwszy kłopoty klubu miały miejsce w sezonie 1993/1994. Wówczas żółto-niebiescy po zasadniczym sezonie nie zdołali zająć bezpiecznej lokaty i zmuszeni zostali rozgrywać baraże, które ostatecznie zakończyły się utrzymaniem w najwyższej klasie rozgrywkowej w Holandii. Przed rozpoczęciem sezonu 1995/1996 do nazwy dodano „Waalwijk”, a klub zaczął występować jako RKC Waalwijk. W sezonach 1996/1997, 1997/1998 i 1998/1999 klub zajmował 16 miejsce. Po tych nie najlepszych występach nowym szkoleniowcem został Martin Jol. Jol na  Mandemakers Stadion spędził pięć lat (1998-2003). Pierwszy sezon podopieczni holenderskiego szkoleniowca zakończyli na 11. miejscu. W 2000 roku klub zdecydował się na grę w Pucharze Intertoto odpadając w trzeciej rundzie z Brentford F.C. Rok później w sezonie 2000/2001 żółto-niebiescy powtórzyli najlepsze osiągnięcie w historii klubu, zajmując siódme miejsce. W latach 2001/2002, 2002/2003 i 2003/2004 ekipa z południowej części kraju uplasowała się odpowiednio na ósmej, dziewiątej i jedenastej pozycji. Dla Martina Jola sezon 2003/2004 był ostatnim na Mandemakers Stadion. Zakończył się tym samym pewien etap w dziejach klubu. Schedę po Jolu przejął Erwin Koeman  a drużyna pod jego wodzą zakończyła rozgrywki ligowe 2004/2005 na dziewiątej lokacie. W przedostatnim sezonie przed spadkiem w Eredivisie żółto-niebiescy uplasowali się na miejscu dającym im możliwość walki o udział w Pucharze Intertoto gdzie drużyna odpadła z dalszej rywalizacji po pierwszej rundzie w dwumeczu z Vittese (4-4 i 0-2). W sezonie 2006/2007 nastąpiła degradacja i klub musiał opuścić najwyższą klasę rozgrywką w Holandii, po dziewiętnastu łatach kończąc sezon na 17. miejscu. Play-offy o pozostanie w lidze dla ekip z Eredivisie rozpoczęły się od drugiej rundy, w której to gracze RKC potrzebowali trzeciego meczu  aby wyeliminować FC Dordrecht. W finale zespół prowadzony przez Adrie Kostera nie sprostał VVV-Venlo przegrywając tym razem w dodatkowym spotkaniu na De Koel. Na powrót do najwyższej klasy piłkarskiej w Holandii ekipa RKC czekała dwa lata. Pierwszy sezon po spadku żółto-niebiescy zakończyli na drugim miejscu i choć strata do lidera FC Volendam wynosiła tylko sześć punktów, podopiecznym trenera Željko Petrovicia przyszło mierzyć się w play-offach o awans. Po wyeliminowaniu MVV Maastricht, ekipę prowadzoną przez Pertovića czekała potyczka z ADO Den Haag, któremu to ostatecznie nie sprostała. W sezonie 2007/2008 funkcję pierwszego szkoleniowca RKC przejął Ruud Brood. Rok później w sezonie 2008/2009 pod jego wodzą zespół nie wygrał Eerste Divisie, ale poradził sobie w barażach, wygrywając w trzecim meczu z De Graafschap. W najwyższej klasie rozgrywkowej sezonu 2009-2010 zespół zajął ostatnie miejsce i spadł do Eerste Divisie. W sezonie 2010/2012 RKC awansował ponownie do Eredivisie, zostając mistrzem Eerste Divisie. W Eredivisie w sezonie 2012/2013 zespół zajął 14 miejsce. Po kolejnym spadku na koniec sezonu 2013/2014 RKC Waalwijk zajął 20. miejsce w sezonie 2014/2015 ale  drużyna uniknęła spadku do trzeciej ligi ponieważ obaj mistrzowie Derde Divisie odmówili awansu do Eerste Divisie. W sezonie 2016/2017 drużyna awansowała do play-offów Eerste Divisie, przegrywając w barażach 5:2 z FC Emmen. W sezonie 2017/2018 drużyna zajęła 18 miejsce na 20 drużyn w Eerste Divisie. W 2019 roku RKC awansował z powrotem do Eredivisie po pięcioletniej nieobecności, po pokonaniu Go Ahead Eagles w finale play-off Eerste Divisie. Po remisie 0:0 w pierwszym meczu u siebie, RKC wygrał rewanż 4-5 na wyjeździe. W sezonie 2019/2020 klub zajął ostatnie miejsce i uniknął spadku z powodu unieważnienia sezonu ze względu na pandemię COVID-19. W kolejnym sezonie 2020/21 klub zajął 15. miejsce. 

## Europejskie puchary
Legenda do wszystkich tabel:
- Q – runda eliminacyjna, 1/16, 1/8, 1/4, 1/2 – odpowiednia faza rozgrywek, Grupa – runda grupowa, 1r gr – pierwsza runda grupowa, 2r gr – druga runda grupowa, F – finał, R – runda, PO – play-off
- k. – rzuty karne, los. – losowanie, Dogr. – dogrywka, w. – zasada bramek strzelonych na wyjeździe

| Sezon | Rozgrywki        | Runda | Klub               | Dom | Wyjazd | Ogólnie |
| ----- | ---------------- | ----- | ------------------ | --- | ------ | ------- |
| 2000  | Puchar Intertoto | 3R    | Bradford City      | 0–1 | 0–2    | 0–3     |
| 2001  | Puchar Intertoto | 3R    | TSV 1860 Monachium | 1–2 | 1–3    | 2–5     |

## Obecny skład
Stan na 14 grudnia 2021
| Nr | Poz. | Piłkarz                                         |
| -- | ---- | ----------------------------------------------- |
| 1  | BR   | Etienne Vaessen                                 |
| 2  | OB   | Juriën Gaari                                    |
| 3  | OB   | Melle Meulensteen (kapitan)                     |
| 4  | OB   | Shawn Adewoye                                   |
| 5  | OB   | Thierry Lutonda                                 |
| 6  | PO   | Vurnon Anita                                    |
| 7  | NA   | Jens Odgaard (wypożyczony z US Sassuolo Calcio) |
| 8  | PO   | Ayman Azhil (wypożyczony z Bayer 04 Leverkusen) |
| 9  | NA   | Finn Stokkers                                   |
| 10 | PO   | Richard van der Venne                           |
| 11 | PO   | Iliass Bel Hassani                              |
| 12 | PO   | Hans Mulder                                     |
| 13 | BR   | Jens Teunckens                                  |
| 14 | PO   | Achraf El Bouchataoui (wypożyczony z Feyenoord) |

| Nr | Poz. | Piłkarz             |
| -- | ---- | ------------------- |
| 15 | OB   | Lars Nieuwpoort     |
| 17 | NA   | Roy Kuijpers        |
| 20 | PO   | Lennerd Daneels     |
| 21 | BR   | Joel Castro Pereira |
| 22 | NA   | Saïd Bakari         |
| 24 | OB   | Dario Van den Buijs |
| 26 | PO   | Sebbe Augustijns    |
| 27 | NA   | David Min           |
| 28 | OB   | Alexander Büttner   |
| 29 | NA   | Michiel Kramer      |
| 31 | BR   | Issam El Maach      |
| 33 | PO   | Yassin Oukili       |
| 34 | OB   | Luuk Wouters        |
| 59 | OB   | Ahmed Touba         |

## Sztab szkoleniowy
Sztab szkoleniowy i medyczny w sezonie 2021/2022
| Funkcja            | Imię i nazwisko      |
| ------------------ | -------------------- |
| Trener             | Joseph Oosting       |
| Asystent           | Sander Duits         |
| Asystent           | Peter Uneken         |
| Trener bramkarzy   | Peter den Otter      |
| Kierownik drużyny  | Sander van den Anker |
| Analityk wideo     | Nyo Sulsters         |
| Naukowiec sportowy | Folkert Boer         |
| Lekarz klubu       | Tim Baijens          |
| Fizjoterapeuta     | Robert van Riel      |
| Fizjoterapeuta     | Rob Westerlaken      |
| Opiekun drużyny    | Ramon van Haaren     |
| Kitman             | Djordy de Nijs       |